# David Rieff

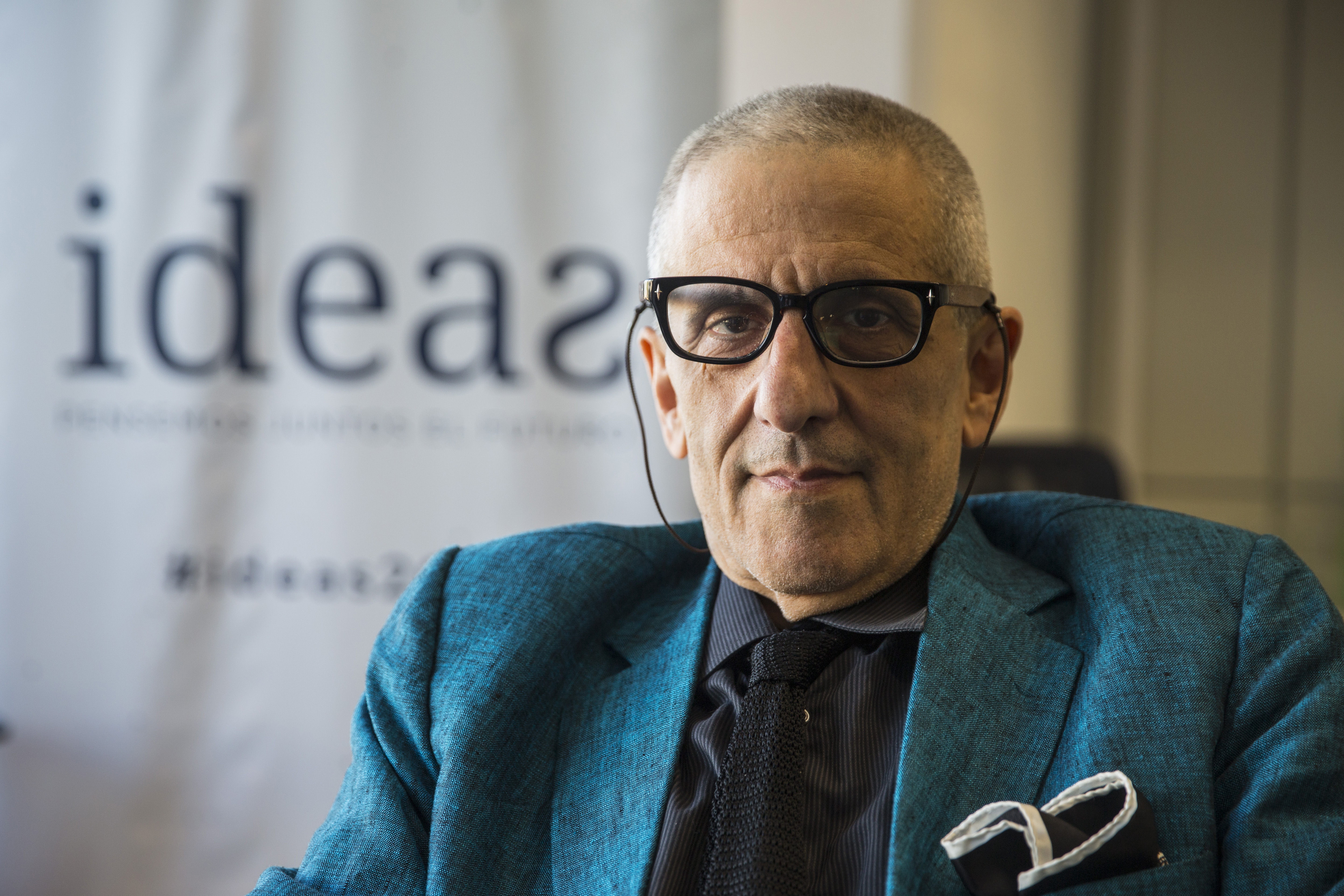
David Rieff, 2017

David Rieff (* 28. September 1952, in Boston, Massachusetts) ist ein amerikanischer Publizist.

## Familie
Rieff ist der Sohn der amerikanischen Intellektuellen, Filmemacherin, Schriftstellerin und Aktivistin Susan Sontag und des amerikanischen Soziologen und Kulturkritikers Philip Rieff.
David Rieff ist Autor von 8 Büchern und hat die Tagebücher seiner Mutter, Susan Sontag, herausgegeben. Für die Auswahl und Kürzung der Inhalte der ersten beiden Tagebücher hat er Kritik geerntet.

## Bücher
- Wiedergeboren. Tagebücher 1947–1963. Herausgegeben von David Rieff, übersetzt von Kathrin Razum, Carl Hanser, München 2010, ISBN 978-3-446-23944-9.
- Ich schreibe, um herauszufinden, was ich denke: Tagebücher 1964–1980. Herausgegeben von David Rieff, übersetzt von Kathrin Razum, Carl Hanser, München 2013, ISBN 978-3-446-24340-8.
- In Praise of Forgetting: Historical Memory and Its Ironies. Yale University Press, New Haven 2016, ISBN 978-0-300-18279-8.
- Tod einer Untröstlichen: Die letzten Tage von Susan Sontag (Originaltitel: Swimming in a Sea of Death). Carl Hanser Verlag, 2010. ISBN 978-3-446-23522-9